# Le Fantôme vivant
Le Fantôme vivant (The Ghoul) est un film britannique réalisé par T. Hayes Hunter, sorti en 1933.

## Synopsis
Revenant de l'Au-delà, un professeur et égyptologue chevronné revient parmi les vivants dans le but d'acquérir un bijou très rare, qui a été dérobé par son ancien adjoint...

## Fiche technique
- Titre : Le Fantôme vivant
- Titre original : The Ghoul
- Réalisation : T. Hayes Hunter
- Scénario : Rupert Downing, Leonard Hines, Roland Pertwee et John Hastings Turner, d'après une pièce de Frank King
- Production : Michael Balcon
- Société de production : Gaumont British Picture Corporation
- Musique : Louis Levy et Leighton Lucas
- Photographie : Günther Krampf
- Montage : Ian Dalrymple et Ralph Kemplen
- Direction artistique : Alfred Junge
- Pays d'origine : Royaume-Uni
- Format : noir et blanc - 1,37:1 - mono - 35 mm
- Genre : horreur
- Durée : 77 minutes
- Date de sortie : août 1933 (Royaume-Uni)

## Distribution
- Boris Karloff : le professeur Morlant
- Cedric Hardwicke : Broughton
- Ernest Thesiger : Laing
- Dorothy Hyson : Betty Harlon
- Anthony Bushell : Ralph Morlant
- Kathleen Harrison : Kaney
- Harold Huth : Aga Ben Dragore
- D.A. Clarke-Smith : Mahmoud
- Ralph Richardson : Nigel Hartley
- George Relph (non crédité) : Le docteur

## Autour du film
- Le tournage s'est déroulé à Londres.
- Pat Jackson réalisa le remake What a Carve Up! en 1961.
- Longtemps considéré comme définitivement perdu, une première copie en très mauvais état, tronquée de quelques minutes et possédant des sous-titres incrustés sur l'image fut retrouvée dans les archives nationales tchèques. Par la suite, au début des années 2000, une version de bien meilleure qualité, considérée comme la version intégrale, fut retrouvée en Angleterre[1].